# Tokyo Shiodome Building
Le Tokyo Shiodome Building (東京汐留ビルディング) est un gratte-ciel construit à Tokyo de 2002 à 2005 dans le quartier Shiodome du district de Minato-ku. L'immeuble abrite un hôtel et des bureaux. Il mesure 174 mètres de hauteur. .
Les architectes sont les agences Takenaka Corporation, et Yasui
La surface de plancher de l'immeuble est de 190 257 m2, ce qui est considérable pour un gratte-ciel.